# Chiesa di San Gemiliano (Tortolì)

## Descrizione

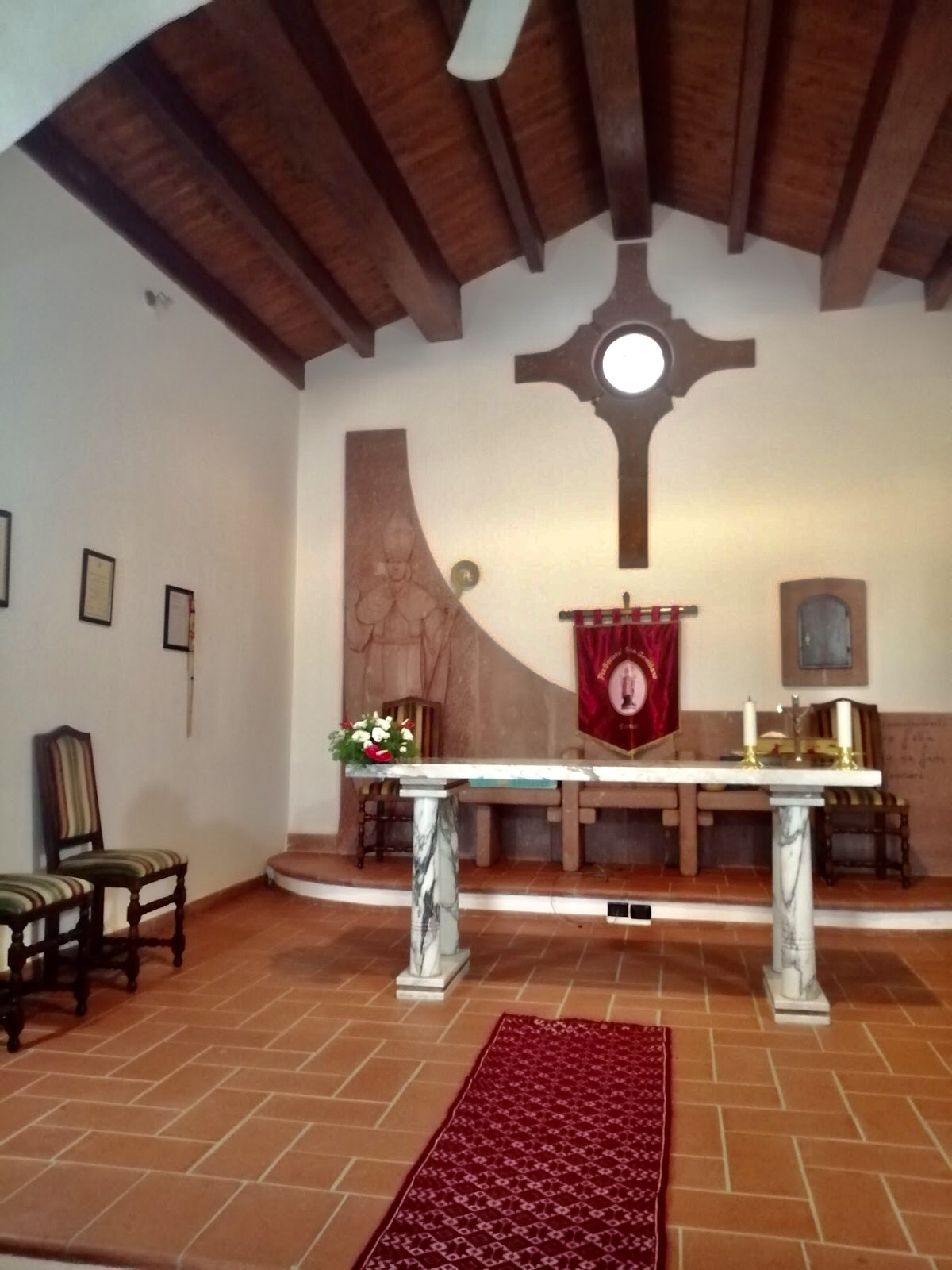
Altare

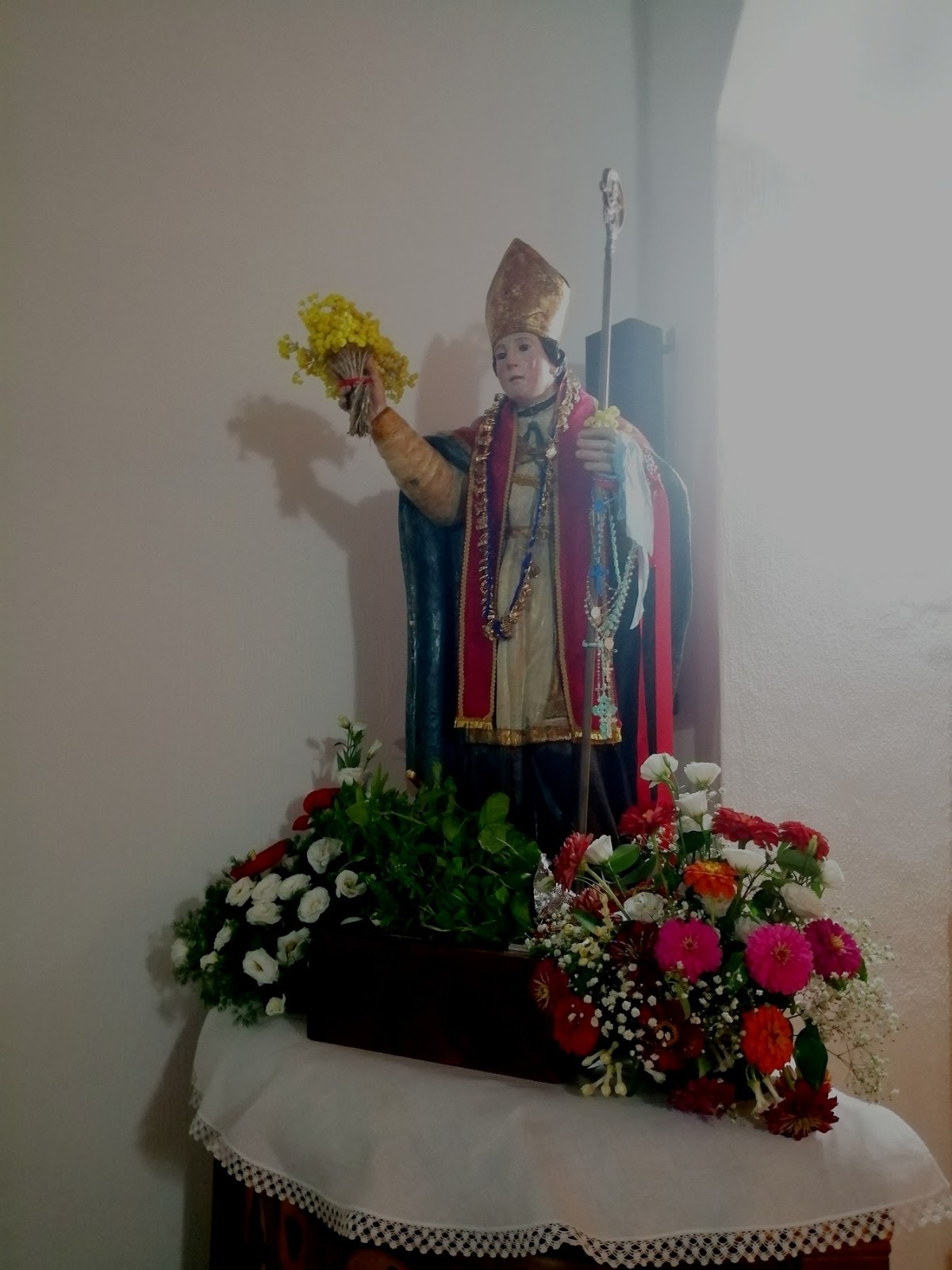
Statua raffigurante San Gemiliano

La chiesa di San Gemiliano è situata nel comune di Tortolì nella provincia di Nuoro appartenente alla diocesi di Lanusei. La chiesa campestre consacrata al culto cattolico appartiene alla Parrocchia di Sant'Andrea Apostolo, ha una pianta rettangolare ed al suo interno si può ammirare un altare in marmo bianco ed una sede per il celebrante realizzata in tracheite rosa nella quale è scolpita l'immagine del Santo. La chiesa fu ricostruita nel 1948 alla base della precedente chiesa risalente al 1500 ormai ridotta a rudere.

## Manifestazioni
Ogni anno durante la quarta domenica di agosto vengono celebrati i festeggiamenti in onore di San Gemiliano. La festa ha inizio con il triduo che si celebra nella Chiesa di Sant'Andrea Apostolo a Tortolì ha inizio il mercoledì e finisce il venerdì, sabato il santo con le sue reliquie dalla Chiesa di Sant'Andrea viene portato da un carro trainato dai buoi nella Chiesa di San Gemiliano ove rimane fino al giorno successivo che verrà riportato allo stesso modo nella Chiesa di Sant'Andrea.